# Cho Sung-hwan (Fußballspieler, 1970)
Cho Sung-hwan  (* 16. Oktober 1970) ist ein ehemaliger südkoreanischer Fußballspieler, der zuletzt bei Jeonbuk Hyundai Motors spielte. Aktuell steht er bei Incheon United als Trainer unter Vertrag. Er führte Jeju United 2016 zur ersten AFC-Champions-League-Qualifikation seit mehreren Jahren.

## Karriere als Spieler

### Fußball-Karriere in Südkorea
Cho Sung-hwan wurde von Yukong Elephants, den heutigen Jeju United 1993 unter Vertrag genommen. Yukong Elephants zog während seiner Zeit dort auch noch Bucheon um und nannte sich in der Zeit auch Bucheon SK. Er spielte für den Verein acht Jahre lang Fußball. Insgesamt kam er zu 138 Einsätzen, wo er zwei Tore erzielte. Ende 2001 kündigte er sein Karriereende an. 2003 war er eine Saison für Jeonbuk Hyundai Motors nochmal aktiv gewesen. In dieser letzten Saison kam er auf 31 Einsätze.

## Karriere als Trainer
2002 wurde er als neuer Co-Trainer bei Jeonbuk Hyundai Motors vorgestellt. In der darauffolgenden Saison spielte er nochmal als Spieler für das Franchise. Er wechselte danach zu Masan Technical Highschool und war dort für eine unbekannte Zeit lang Co-Trainer. 2009 kehrte er wieder zu Jeonbuk Hyundai Motors als Co-Trainer zurück. 2011 wurde sein Team Meister der K League. Bis 2012 blieb er bei Jeonbuk Hyundai Motors. Anfang 2013 kündigte Jeju United an, ihn als Co-Trainer verpflichtet zu haben. Bis zur Saison 2014 war er dort Co-Trainer. 2015 übernahm er die Position des Trainers. Mit ihm konnte das Franchise sich für die Meisterschaftsrunde qualifizieren. Die Saison endete mit dem 6. Platz des Franchises. In der darauffolgenden Saison konnte sich das Franchise wieder für die Meisterschaftsrunde qualifizieren. Diesmal konnte er mit dem Franchise den 3. Platz erreichen. Es ist die seit langem beste Platzierung des Franchise überhaupt. Zum ersten Mal seit langem konnte sich Jeju für die AFC Champions League qualifizieren. Zum Ende der Saison wurde er wieder Co-Trainer und seinen Posten als Trainer nahm Kim In-su ein. Der Verein kündigte am 22. Dezember desselben Jahres an, ihm als Trainer einzustellen und den Vertrag von Kim In-su aufzulösen. Somit wird er ab der Saison 2017 neuer Cheftrainer von Jeju United.

## Erfolge
- K League 2011 – Meister